# Anémie inflammatoire
Une anémie inflammatoire est une anémie due à un état inflammatoire chronique sous-jacent.

## Importance
C'est la deuxième cause d'anémie acquise. Comme dans l'anémie ferriprive, le diagnostic d'une anémie inflammatoire est souvent très facile par l'interprétation d'examens biologiques simples. La découverte de la cause est parfois évidente, parfois beaucoup plus difficile : elle n'obéit à aucune démarche codifiée.

## Physiopathologie
L'anémie inflammatoire est la conséquence d'une carence martiale associée à un syndrome inflammatoire chronique : le syndrome inflammatoire provoque une augmentation de l'activité de l'hepcidine par le biais de l'élévation de l'interleukine 6 , l'hepcidine est une hormone intervenant dans le métabolisme du fer et qui se fixe sur la ferroportine, avec une baisse du relargage de fer des macrophages et une baisse de la réabsorption de fer au niveau des entérocytes. Le stock de fer disponible pour l'érythropoïèse ne baisse pas mais la sidérémie baisse provoquant l'anémie. L'anémie inflammatoire n'est donc pas une vraie anémie ferriprive, car le fer est présent mais pas disponible, c'est une anémie fonctionnelle.

## Diagnostic

### Clinique
L'anémie inflammatoire peut être découverte par
- le bilan initial d'un syndrome inflammatoire clinique avec fièvre, altération de l'état général ;
- une symptomatologie clinique en rapport avec l'affection causale : c'est le cas le plus facile car l'enquête étiologique est en partie faite ;
- un syndrome anémique qui n'a rien de spécifique. Dans ce cas, la symptomatolgie spécifique s'intrique avec le syndrome anémique.

### Biologie

#### Numération - formule - plaquettes
L'anémie est en règle générale modérée avec une concentration en hémoglobine comprise entre 90 et 110 g/L. Une anémie plus importante doit faire rechercher une cause d'anémie surajoutée.
Il s'agit d'une anémie microcytaire arégénérative. Dans un premier temps, on peut observer une normocytose sans hypochromie.
Une augmentation des leucocytes et des plaquettes peut être observée en rapport avec la maladie causale.

#### Le syndrome inflammatoire biologique
Les autres signes du syndrome inflammatoire sont toujours très nets : VS, CRP, orosomucoïde, fibrinogène, haptoglobine et alpha-2-globulines sont augmentés.

#### Le bilan ferrique
- Le fer sérique est abaissé comme dans l'anémie ferriprive qui est classiquement microcytaire.
- La transferrine est normale ou abaissée. Dans l'anémie ferriprive, elle est augmentée.
- La ferritine est normale ou augmentée. Dans l'anémie ferriprive, elle est diminuée.

#### Le myélogramme
S'il est pratiqué, celui-ci montre une sidéroblastose normale et surtout l'excès de fer dans les macrophages en coloration de Perls.

## Diagnostic étiologique
C'est l'étape primordiale du diagnostic d'une anémie inflammatoire d'origine inconnue car le pronostic est conditionné par l'affection causale. L'anémie inflammatoire exige une certaine durée d'évolution pour se manifester cliniquement, c'est pourquoi on distingue :

### Les cancers
Au cours des cancers, l'anémie peut être présente dès le diagnostic ou apparaître secondairement. Elle est corrélée à l'importance des signes généraux et à l'extension de la maladie.

La difficulté principale est d'éliminer une anémie survenant par un autre mécanisme : carence en fer par saignement occulte, hémolyse, métastase médullaire, conséquence de la chimiothérapie.

### Les maladies rhumatismales
Les saignements occultes sous anti-inflammatoires non stéroïdiens sont fréquents, entraînant certaines difficultés d'interprétation de l'anémie (cf. anémies par carence martiale).

Au cours de la polyarthrite rhumatoïde, l'anémie est corrélée à la gravité clinique de la maladie. Elle s'associe à une leucopénie et une splénomégalie dans le syndrome de Felty, avec ses fréquentes infections.

Dans le lupus érythémateux disséminé (LED), on recherche une anémie hémolytique auto-immune ou une insuffisance rénale.

### Les maladies infectieuses
L'anémie est fréquente au cours des états infectieux après quelques semaines d'évolution :
- elle est constatée au cours des infections bactériennes, surtout en cas de foyer persistant,
- elle accompagne les infections parasitaires chroniques comme le paludisme à plasmodium falciparum ou dues à un champignon comme l'histoplasmose.

## Traitement

### Buts
Le traitement est double : plus souvent étiologique, susceptible de faire régresser l'anémie et éventuellement symptomatique.

### Moyens
Les traitements étiologiques ne sont pas abordés ici.
- Transfusions de globules rouges ;
- l'érythropoïétine recombinante à forte dose en sous-cutanée.

### Indications
- Nécessité du traitement par fer ferreux dans les cas douteux où une carence martiale peut se surajouter à une anémie inflammatoire.
- Les transfusions ne sont nécessaires qu'en cas de pathologie cardiovasculaire sous-jacente risquant de décompenser ou chez le sujet très âgé. Elles peuvent être utiles dans le paludisme à Plasmodium falciparum avant que le traitement étiologique ne fasse effet.
- Affections cancéreuses, polyarthrite rhumatoïde et SIDA.